# Dumfriesshire

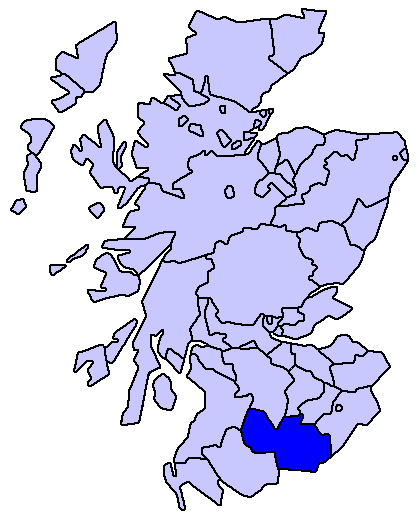
Localisation sur une carte de l'Écosse.

Dumfriesshire  (Siorrachd Dhùn Phris en gaélique) était un comté d'Écosse jusqu'en 1975 et une région de lieutenance. Sa capitale était Dumfries. Sa superficie est de 2 753 km2. Il est bordé par Kirkcudbrightshire à l'ouest, Ayrshire au nord-ouest, Lanarkshire, Peeblesshire et Selkirkshire au nord et Roxburghshire à l'est.